# صلح السنة والشيعة في بغداد (1109)
صُلح السُّنَّة والشِّيعة في بَغْدَاد (502 هـ / 1109 م)، هو صُلحٌ وتفاهُم جرى بين أهلُ السُّنَّة والجَماعة والشِّيعة في العاصِمة العبَّاسِيَّة بَغْدَاد، وفي زمن السُّلطان السَّلجُوقِيّ مُحَمد بن مَلِكشاه.

## الأحداث
كانت العِراق تحت السيطرة السلجُوقيَّة، وكان السَّلاجِقة هُم المُتحكمين في الشُّؤون الخارجيَّة اللخليفة العبَّاسِي بحكم الأمر الواقِع، وقد جرى بين السُّلطان السَّلجُوقِيّ مُحَمد بن مَلِكشاه والأمير صَدَقة بن مَنْصُور المِزيدي الأسَدِيّ حربًا طاحِنة، والذي كان الأخير أميرًا عربيًا على بادية العِراق، وبعد أن تمكَّن السَّلاجِقة من الأمير صَدَقة، قتلوه سنة 501 هـ / 1108 م، وعلى اثر مقتله، حزن عُموم الشِّيعة واضطَّربت أحوالهُم، لكون الأمير صَدَقة وأهلُ بيتِه مُتشيعين، فشنَّع عليهم أهلُ السُّنَّة بأنهم قد نالهم غمٌ وهمٌ لمقتله، فخاف الشِّيعة آنذاك.
بقي الشِّيعة خائفين حتى قدوم شهر شَعْبَان سنة 502 هـ / أبْريل 1109 م، حيث تجهَّز السُّنَّة لزيارة مرقد الصَّحابي مُصْعَب بن الزُّبَيْر، وكانوا قد تركوا ذلك سنينًا كثيرة، كما مُنِعوا عن زيارتِه لتتوقف الفِتَن الحادثة بسبب زيارته آنذاك. فلمَّا تجهَّز السُّنَّة على المسير، اتفق وُجهائهم على المسير من طريق الكَرَخ (وهو حيٌّ شِيعي من بَغْدَاد آنذاك)، وحينما علم عامَّةُ الشِّيعة بقدومهم إلى منطقتهم، اتَّفق أعيانِهِم على أن لا يُعارضوا السُّنَّة، ولا يمنعونهم، فجاء السُّنَّة على شكل مجموعات في كل مسار مُنفردين، ومعهم من السِّلاح والزينة الشيء الكثير بهدف الاحتياط لأي عمل، فاستقبلهُم الشِّيعة بالبَخُور، والطَّيِّب، والماء المُبرَّد، والسِّلاح الكثير، وأظهروا بهم السُّرور حتى خرج السُّنَّة من منطقتهم.
وبعد أسابيع قليلة، وتحديدًا في ليلة النُّصف من شَعْبَان، خرج الشِّيعة من مكانِهم باتجاه مرقد الإمام مُوسى الكاظِم، واتَّفق آنذاك كِبارُ أهلُ السَّنة على عدم اعتراضِهم جزاءً ووفاءً، فعجِب الناسُ لذلك، وحينما خرج السُّنة لزيارة الصَّحابِي مُصْعَب بن الزُّبَيْر للمرة الثانية، رحَّب بهم الشِّيعة وأظهروا لهُم الفرح والسُّرور. وفي نفس الشَّهر تزوَّج الخليفة العبَّاسِي أحْمَد المُسْتَظْهِر بالله ابنة السُّلطان السَّلجُوقيُّ ملِكشاه، وهي أُخت السُّلطان مُحَمد بن مَلِكشاه، بوجود القاضي صاعِد بن مُحَمد النِّيسابُوري وذلك في مدينة أصْبَهان، وكان صِداقهُا مائة ألف دينار.
يُعلق المُؤرِّخ والإمامُ ابن الأثير حول هذه الحادِثة قائلًا: «وكان الشرُّ منهم على طُول الزَّمان، وقد اجتهد الخُلفاء، والسَّلاطين، والشِّحَن في إصلاح الحال، فتعذَّر عليهم ذلك، إلى أن أذِن الله تعالى فيه، وكان بغير واسِطة».

## ما بعد الصلح
استمرَّت الأمُور بشكلٍ ودي على هذه الحال، حتى شَعْبَان سنة 508 هـ / يَناير 1115 م، حيث وقعت فتنة بين العامَّة، وسببها أن أهلُ السُّنَّة حين عادوا من زيارة مُصْعَب، اختصم بعضهم على من يدخُل أولًا، فاقتتلوا، وقُتل بينهم جماعة، وعادت الفتن بين أهل المحال كما كانت، ثم هدأت من جديد.

### فَهرَس المَنْشُورات
1. 1 2 3 4 5 6  ابن الأثير (2005)، ص. 1586.
2. ↑  ابن الأثير (2005)، ص. 1598.

### معلومات المنشورات كاملة
الكتب مرتبة حسب تاريخ النشر
- ابن الأثير الجزري (2005)، الكامل في التاريخ، مراجعة: أبو صهيب الكرمي، عَمَّان: بيت الأفكار الدولية، OCLC:122745941، QID:Q123225171